# Phenacorhamdia roxoi
Phenacorhamdia roxoi — вид сомоподібних риб з родини гептаптерових (Heptapteridae). Описаний у 2020 році.

## Поширення
Ендемік Бразилії. Поширений у басейні річки Паранапанема.

## Опис
Вид відрізняється від споріднених поєднанням наступних символів: 45-46 хребців; повністю темно-коричневе тіло; дев'ять плевральних ребер; вісім розгалужених променів у верхній частці хвостового плавця; сім розгалужених променів у грудному плавці; 13 променів анального плавця з 9-10 розгалуженими.